# Åshild Hauan
Åshild Hauan (ur. 20 kwietnia 1941 w Velfjord, zm. 1 grudnia 2017 w Bodø) – norweska polityk, członek Norweskiej Partii Pracy.
Była gubernatorem wyspy Jan Mayen. Funkcję tę pełni każdorazowo gubernator norweskiego okręgu Nordland.
Hauan w skład Stortingu (norweskiego parlamentu) została po raz pierwszy wybrana w 1981. Następnie jeszcze dwukrotnie uzyskiwała reelekcję.
W latach 1975–1983 zajmowała wiele stanowisk w norweskiej gminie Rana. Od 1979 do 1983 była członkiem Rady okręgu Nordland. W 1993 została gubernatorem okręgu Nordland i urząd ten pełniła do 2007 roku.